# 라우에넨
라우에넨(Lauenen, 프랑스어: Lauvine, 로만슈어: Lavina)은 스위스 베른주 오버지멘탈-자넨구에 자치체이다.

## 역사
라우에넨은 1296년에 der Lowinon으로 처음 언급되었다. 라우에넨은 산사태와 눈사태의 상당한 위험이 있는 지역으로 알려져 있으며, 이것이 그 이름의 유래이다. (독일어 Lawine "산사태", 라틴어 labina "slide"에서 유래).
이 지역에서 가장 오래된 정착지의 흔적은 파이센알프에서 발견된 단일 청동기 시대 유물이다. 로마 동전은 빌트호른과 마을 교회 근처에서 발견되었다. 중세 대부분의 기간 동안 라우에넨은 자넨의 지자체와 교구의 일부였다. 수년간의 협상 끝에 라우에넨은 1522년에 독립된 본당이 되었고 1524년에 본당 교회를 완공했다. 베른 이 1528년에 개신교 종교개혁의 새 신앙을 받아들였을 때 라우엔은 옛 신앙을 유지했다. 마침내 1556년에 이 산촌에 종교개혁이 도입되어 개종했다.
전통적으로 마을 사람들은 계곡 바닥에서 농작물을 재배하고 계절별 고산 야영지에서 소를 사육하여 생계를 유지했다. 1800년대에 인근 그슈타트 커뮤니티는 국제적으로 알려진 온천 마을이 되었다. 관광객들이 그슈타트로 몰려들면서 라우에넨도 목적지가 되었고 부자가 되었다. 마을의 화려하게 장식된 많은 집들은 관광 산업의 이익으로 지어졌다. 1970년대에 라우에넨의 관광 산업은 방문객들이 휴가용 샬레와 빌라를 구입하면서 변화했다.

## 지리

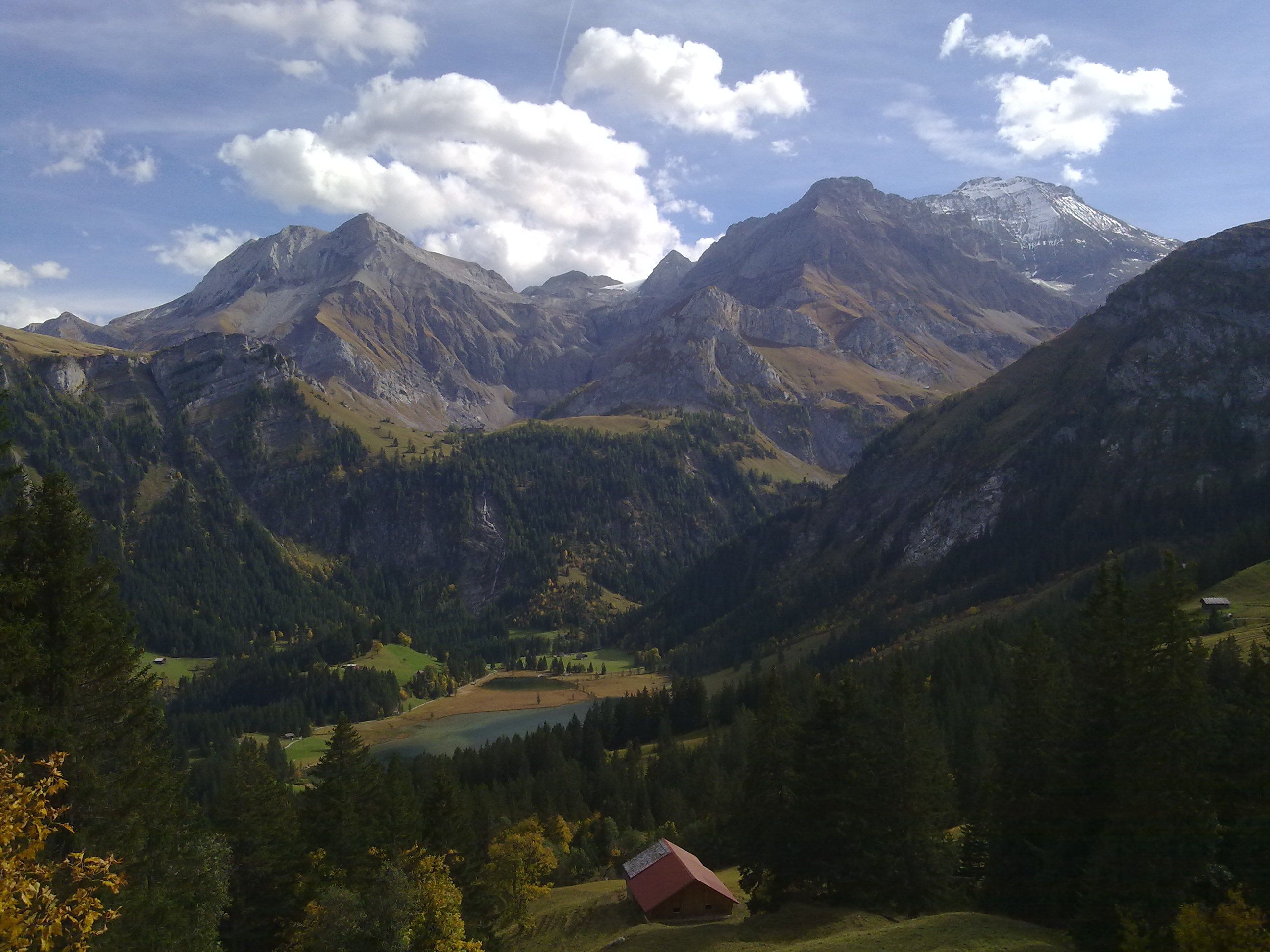
라우에넨 호수

라우에넨의 면적은 58.49k㎡이다. 2012년 기준 총 22.38k㎡(38.1%)가 농업용으로 사용되며, 14.69k㎡(25.0%)가 산림이다. 나머지 시정촌은 0.76k㎡(1.3%)가 정착(건물 또는 도로), 0.61k㎡(1.0%)가 강 또는 호수이고 20.3k㎡(34.6%)는 불모지이다.
같은 해 주택과 건물이 0.7%, 교통 기반 시설이 0.5%를 차지했다. 전체 토지 면적의 총 20.1%는 삼림이 무성하고 3.7%는 과수원 또는 작은 나무 군락으로 덮여 있다. 농경지 중 8.8%는 목초지이고 29.3%는 고산 목초지로 사용된다. 시정촌의 물 중 0.3%는 호수에, 0.8%는 강과 시내에 있다. 비생산적인 지역 중 5.4%는 비생산적인 초목이고, 24.3%는 초목이 자라기에는 너무 암석이 많고, 토지의 4.9%는 빙하로 덮여 있다.
라우에넨은 라우에넨 계곡의 베른 고원에 있다. 예를 들어 빌트호른(3,243m)과 같은 지자체의 남쪽에 있는 산은 발레주의 경계를 형성한다. 지자체에는 툰겔 빙하, 겔텐 빙하 및 라우에넨 호수를 포함하여 많은 주목할만한 빙하와 호수가 있다. 그것은 라우에넨 마을과 여러 개의 흩어져있는 작은 공동체로 구성된다.
2009년 12월 31일에 시정촌의 이전 구역인 자넨구가 해산되었다. 다음 날 2010년 1월 1일에 새로 생성된 오버지멘탈-자넨구에 합류했다.

## 인구통계
2020년 12월 기준, 라우에넨의 인구는 828명이다. 2011년 기준으로 인구의 11.8%가 거주하는 외국인이다. 지난 1년(2010-2011) 동안 인구는 0.5%의 비율로 변경되었다. 이민은 -0.6%, 출생 및 사망은 1.0%를 차지했다.
2000년 기준, 인구 대부분인 742명(93.5%)이 독일어를 모국어로 사용하고, 알바니아어가 23명(2.9%)으로 두 번째로 많이 사용하고, 프랑스어가 13명(1.6%)으로 세 번째로 사용된다.
2008년 기준으로 인구는 남성 49.6%, 여성 50.4%이다. 인구는 351명의 스위스 남성(인구의 43.8%)과 47명(5.9%)의 비스위스계 남성으로 구성되었다. 스위스 여성은 364명(45.4%), 비스위스계 여성은 40명(5.0%)이었다. 지자체의 인구 중 500명(약 63.0%)가 라우에넨에서 태어나 2000년에 그곳에 살았다. 같은 주에서 태어난 170명(21.4%)가 있었고, 49명(6.2%)는 스위스 다른 곳에서 태어났다. 그리고 70명(8.8%)는 스위스 밖에서 태어났다.
2011년 기준으로 아동·청소년(0~19세)이 22.5%, 성인(20~64세)이 59.8%, 노인(64세 이상)이 17.7%를 차지한다.
2000년 기준으로 시정촌에는 미혼이거나 독신인 사람이 351명 있다. 기혼자는 375명, 미망인은 45명, 이혼한 사람은 23명이었다.
2010년 기준 1인 가구는 90가구, 5인 이상 가구는 37가구이다. 2000년 기준으로 상시 분양된 아파트는 총 277세대(전체의 53.2%)였으며, 성수기 분양 아파트는 197세대(37.8%), 공실은 47세대(9.0%)였다. 2010년 기준 신규주택 건설률은 인구 1000명당 23.7세대이다. 2010년 시정촌 공실률은 0.15%였다. 2011년에 단독 주택은 시정촌 전체 주택의 33.9%를 차지했다.
역사적 인구는 다음 차트에 나와 있다.

## 국가중요문화재
Dorf 247에 있는 이전 농가와 공장은 국가적으로 중요한 스위스 문화유산으로 등록되어 있다.

## 경제
2011년 현재 라우에넨의 실업률은 1.37%이다. 2008년 기준으로 시정촌에 고용된 사람은 총 346명이다. 이 중 1차 경제 부문에 179명이 고용되었고, 이 부문에 약 59개 기업이 참여했다. 69명이 2차 부문에 고용되었고, 이 부문에 13개의 기업이 있었다. 98명이 3차 부문에 고용되었으며, 이 부문에는 18개의 기업이 있다. 시정촌 주민이 417명으로 일정 정도 고용되었으며, 그중 여성이 전체 노동력의 39.8%를 차지했다.
2008년에는 총 231개의 정규직에 상응하는 일자리가 있었다. 1차 부문의 일자리 수는 97개였으며, 그중 91개는 농업, 6개는 임업 또는 목재 생산이었다. 2차 부문의 일자리 수는 56개로 그중 15개(26.8%)가 제조업, 42개(75.0%)가 건설업이었다. 3차 부문의 일자리 수는 78개였다. 3차 부문에서; 11개(14.1%)는 도소매 또는 자동차 수리업, 2개(2.6%)는 상품의 이동 및 보관, 34명(43.6%)는 호텔 또는 레스토랑, 1개는 보험 또는 금융업, 2개(2.6%)는 기술 전문가 또는 과학자, 5개(6.4%)는 교육, 11개(14.1%)는 의료 분야에 있었다.
2000년에는 시정촌으로 통근하는 근로자가 45명, 출퇴근한 근로자가 158명이었다. 지자체는 근로자의 순수출 지자체로, 들어오는 1명당 약 3.5명의 근로자가 지자체를 떠나고 있다. 총 259명의 근로자(시 전체 근로자 304명 중 85.2%)가 라우에넨에 거주하고 일했다. 근로 인구의 9.6%는 대중교통을 이용하여 출퇴근하고 52.8%는 자가용을 이용하였다.
2011년에 라우에넨에서 150,000CHF를 버는 기혼 거주자에 대한 평균 지방 및 주 세율은 12.9%인 반면 미혼 거주자의 세율은 18.9%였다. 비교를 위해 같은 해 전체 주의 평균 비율은 14.2%와 22.0%인 반면 전국 평균은 각각 12.3%와 21.1%였다.
2009년에 지자체에는 총 301명의 납세자가 있었다. 그중 71개가 연간 75,000CHF 이상을 벌었다. 1년에 15,000에서 20,000 사이를 버는 사람이 7명 있었다. 가장 많은 수의 근로자(84명)는 연간 50,000~75,000CHF를 벌었다. 라우에넨에 있는 75,000 CHF 이상의 그룹의 평균 수입은 120,455 CHF인 반면, 스위스 전체의 평균은 130,478 CHF였다.
2011년에는 전체 인구의 0.5%가 정부로부터 직접적인 재정 지원을 받았다.

## 종교

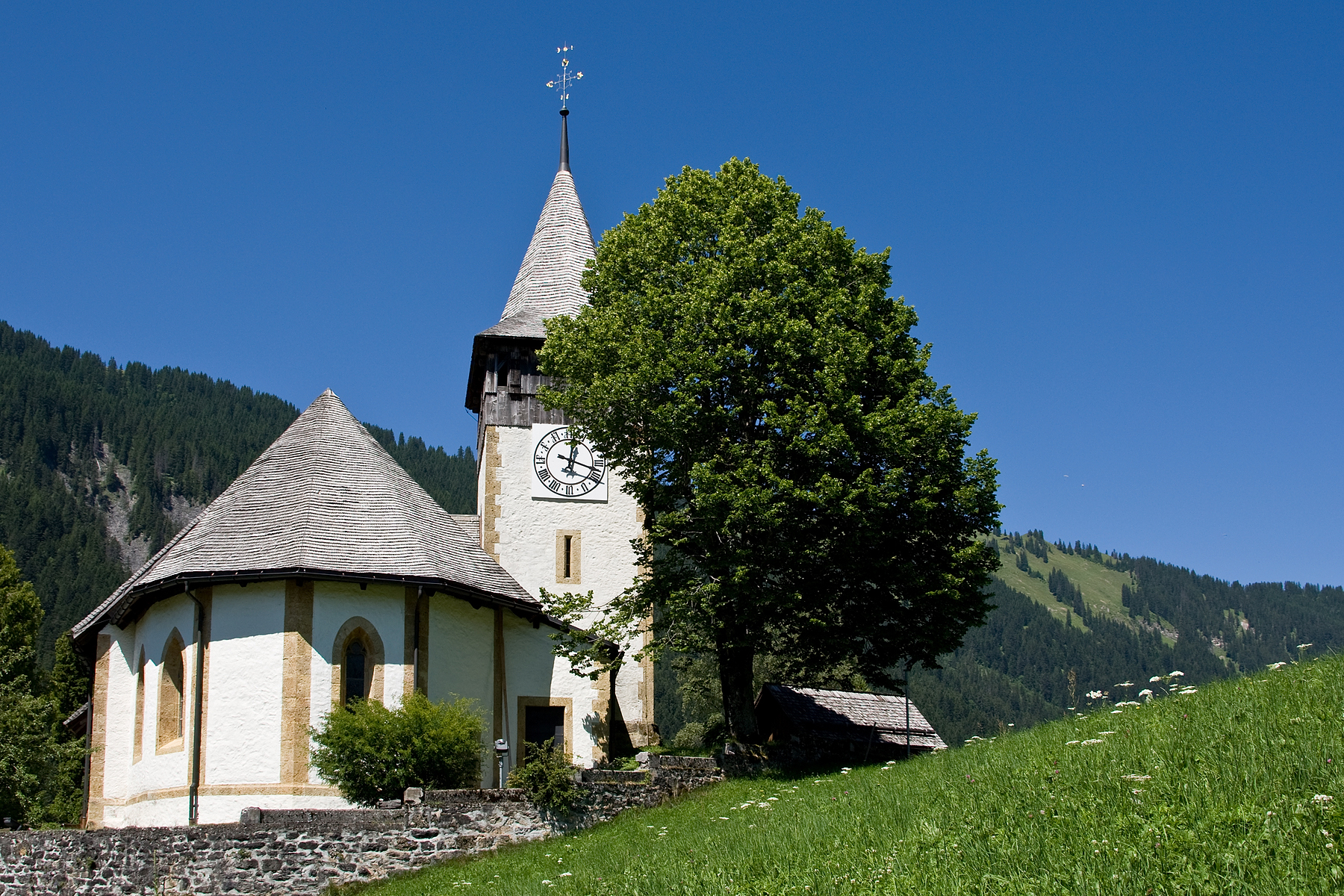
라우에넨 마을의 교회

2000년 인구 조사에서 647명(81.5%)가 스위스 개혁 교회에 속했고, 47명(5.9%)가 로마 카톨릭에 속했다. 나머지 인구 중 49명(전체 인구의 약 6.17%)이 다른 기독교 교회에 속해 있었다. 무슬림은 19명(인구의 약 2.39%)이었다. 불교인이 1명 있었다. 22명(인구의 약 2.77%)은 교회에 속하지 않았고, 불가지론자 또는 무신론자였으며, 9명(인구의 약 1.13%)은 질문에 대답하지 않았다.

## 교육
라우에넨에서는 인구의 약 49%가 비필수 고등교육을 이수했으며, 11.1%가 추가 고등교육(대학 또는 응용학문대학)을 이수했다. 인구 조사에 나와 있는 특정 형태의 고등 교육을 이수한 51명 중 54.9%가 스위스 남성, 15.7%가 스위스 여성, 15.7%가 비스위스계 남성, 13.7%가 비스위스계 여성이었다.
베른주 학교 시스템은 1년의 의무 없는 유치원, 6년의 초등학교를 제공한다. 이후 3년 동안의 의무적 중학교 과정을 거쳐 학생을 능력과 적성에 따라 구분한다. 중학교 이하 학생들은 추가 교육을 받거나 견습 과정에 들어갈 수 있다.
2011-12학년도 동안 총 64명의 학생이 라우에넨의 수업에 참석했다. 시정촌에는 11명의 학생이 있는 유치원이 하나 있었다. 지자체에는 2개의 초등 학급과 42명의 학생이 있었다. 초등 학생 중 4.8%는 스위스의 영주권 또는 임시 거주자(시민권 아님)였으며 2.4%는 교실 언어와 다른 모국어를 사용한다. 같은 해에 총 11명의 학생이 있는 하나의 중학교가 있었다.
2000년 기준으로, 시정촌의 모든 학교에 다니는 학생은 총 101명이다. 그중 100명은 시에서 거주하며 학교를 다녔고, 한 명의 학생은 다른 시에서 왔다. 같은 해에 18명의 주민들이 시외 학교에 다녔다.